# Allothunnus fallai
Allothunnus fallai är en fiskart som beskrevs av Serventy, 1948. Allothunnus fallai ingår i släktet Allothunnus och familjen makrillfiskar. IUCN kategoriserar arten globalt som livskraftig. Inga underarter finns listade i Catalogue of Life.

## Bildgalleri

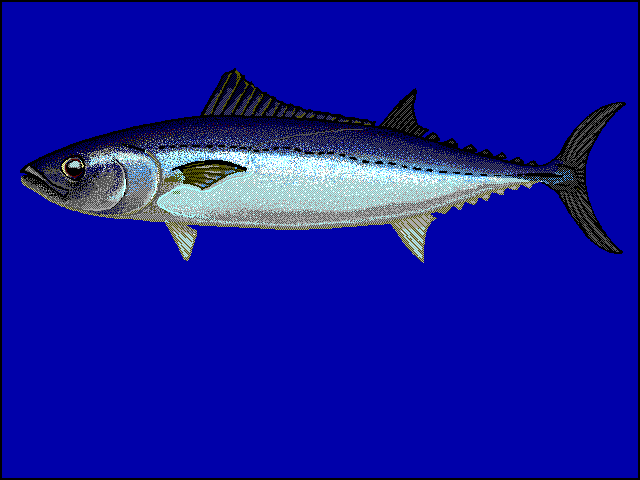